# 3 Pułk Dragonów (Imperium Rosyjskie)
3 pułk dragonów (ros. 3-й драгунский Новороссийский Ея Императорского Высочества великой княгини Елены Владимировны полк) – oddział kawalerii okresu Imperium Rosyjskiego.

## Charakterystyka
Pułk sformowany został w 1803. Stacjonował między innymi w m. Kowno.

 W przededniu I wojny światowej pułk etatowo posiadał sześć szwadronów. W stanie bojowym liczył około  850 żołnierzy. Choć zachowywał historyczną nazwę dragonów, nie miało to już związku z jego taktyką działania.

Pułk rozformowany został w 1918.

## Podporządkowanie
Lipiec 1914:
- 3 Korpus Armijny – Kowno[5]
  - 3 Dywizja Kawalerii – Kowno
    - 1 Brygada Kawalerii – Kowno
      - 3 pułk dragonów – Kowno